# 陳錦 (萬曆進士)
陳錦（1556年—？），字端實，號啓宇，福建漳州府漳浦縣人，匠籍，明朝政治人物。

## 生平
萬曆七年（1579年）己卯科福建鄉試第三十四名，萬曆十一年（1583年）癸未科會試第二百五十四名，登三甲第二百零一名進士。刑部觀政，次年授廣東海康縣知縣，十三年充本省乡试同考，十七年升撫州府同知，二十二年升南京刑部郎中，二十九年補北刑部郎中，丁憂，補户部郎中，三十六年升四川副使。

## 家族
曾祖陳陽；祖父陳司俊，曾任省祭官；父陳世偉。母林氏。具庆下。弟陳鏸。從兄陈公相，同科進士。